# Tellurolo

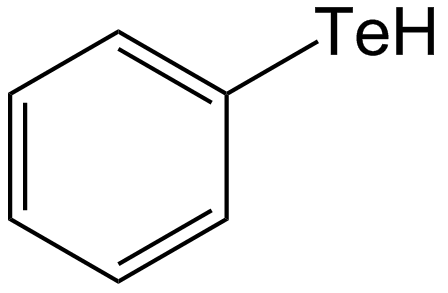
Feniltellurolo: un esempio di composto tellurolico

I telluroli sono una classe di composti analoghi ad alcoli e fenoli in cui il tellurio sostituisce l'ossigeno. Il gruppo funzionale corrispondente viene indicato con RTeH, formula in cui R- rappresenta un qualsiasi sostituente organico. Telluroli, selenoli e tioli hanno proprietà simili, ma i telluroli sono i composti meno stabili. Sebbene siano rappresentanti fondamentali dei composti organotellurici, i telluroli sono poco studiati a causa della loro instabilità. I derivati del tellurolo includono i telluroesteri (RC(O)TeR') e i tellurocianati (RTeCN).

## Proprietà
Gli alchiltelluroli sono liquidi incolori con odori caratteristici. I campioni dei composti appaiono generalmente giallastri a causa della presenza di impurità di dialchilditellururo. A temperatura ambiente, il metantellurolo si degrada con la perdita di tellurio elementare. È riportato in letteratura che il composto si accende all'aria.
Gli ariltelluroli presentano legami più forti e sono quindi più stabili. Le sostanze a base di ariltelluroli sono state ottenute come cristalli incolori. 
Alcuni dei telluroli più stabili sono i derivati ingombrati sililati del tris(trimetilsilil)metano e dei suoi analoghi. Un esempio di telluroli facilmente isolabili sono la serie di composti analoghi, (Me3Si)3CTeH, (Me3Si)3SiTeH, e (Me3Si)3GeTeH.

### Proprietà acido-base
L'acidità dei telluroli può essere dedotta dall'acidità e dalla relativa costante di dissociazione acida del tellururo di idrogeno, H2Te, che ha una pKa di 2,64 (relativa alla prima dissociazione di H+) corrispondente ad una costante di dissociazione di 2,3 × 10 −3 . H2Te ha un pKa più bassa e quindi la relativa costante di dissociazione più alta rispetto agli idruri analoghi H2S e H2Se.
L'assenza di legami idrogeno intermolecolari spiega la bassa temperatura di ebollizione dei telluroli.

## Preparazione
Il primo tellurolo ad essere sintetizzato, l'etanotellurolo, fu preparato nel 1926 tramite l'impiego di un reagente di Grignard. Il metodo ad oggi più frequentemente utilizzato prevede la riduzione dei corrispondenti ditelluridi (R2Te2) per ottenere il tellurolo desiderato.